# María Vinyals
María Vinyals y Ferrés (Sotomayor, 14 de agosto de 1875-París, década de 1940), nombrada marquesa de Ayerbe, al contraer matrimonio con el marqués de Ayerbe, Juan Jordán de Urríes. También, conocida como María de Lluria tras casarse con el doctor cubano Enrique Lluria. Vinyals fue una destacada escritora, articulista, activista social, feminista y sufragista española de su tiempo. Está considerada como una de las pioneras en la introducción del feminismo en Galicia junto a Emilia Pardo Bazán, con quien mantuvo amistad. Fue una de las primeras mujeres que formaron parte de la Real Academia Gallega, siendo nombrada en 1906. Fue apodada la «Marquesa Roja» por sus activismo social y especialmente la defensa de los derechos de las mujeres. En 2016 se creó en Pontevedra la Escuela de Igualdad María Vinyals en reconocimiento a su legado.

## Biografía

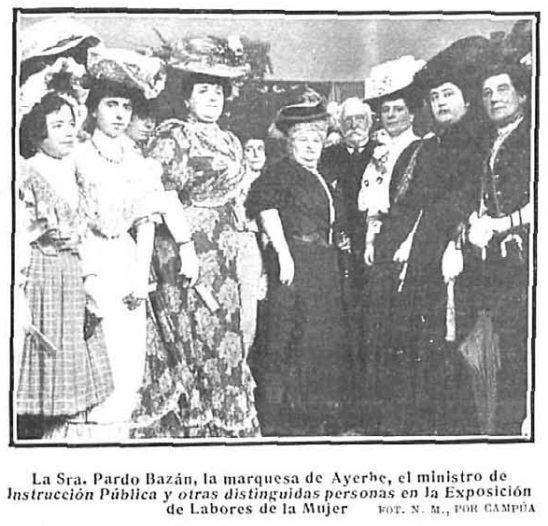
Fotografiada en 1907 por Campúa junto a Emilia Pardo Bazán y Faustino Rodríguez-San Pedro.

Nació en el castillo de Sotomayor, provincia de Pontevedra, el 14 de agosto de 1875.
Recibió bienes de sus tíos, Antonio Aguilar y Correa y Zenobia Vinyals Bargés, los marqueses de la Vega y Armijo, debido a que como no tuvieron hijos, querían a Vinyals como si lo fuera suya. De hecho, así lo testimonian las cartas intercambiadas entre el matrimonio y su sobrina, las cuales están bajo el custodio del Archivo del Museo de Pontevedra. Contrajo matrimonio en 1896 con Juan Jordán de Urríes, marqués de Ayerbe. Publicó en 1904 su obra El Castillo del Marqués de Mos en Sotomayor. Vinyals, que entabló relación con Emilia Pardo Bazán, María Barbeito y Carmen de Burgos, se inscribió en el Ateneo de Madrid en 1906. Debido a sus dos personalidades públicas como marquesa y como María de Lluria, Vinyals era una mujer culta y con un alto compromiso social. De ahí que, estuviera comprometida con el tema de la educación, el periodismo y su posición como militante socialista. Todo ello, hizo que focalizara su compromiso en una causa concreta, las mujeres. Además, María afirmó que era feminista y llevó consigo sus ideologías en sus discursos, conferencias y escritos, lo que muestra su lucha femenina por lograr la igualdad de género y dar visibilidad a las mujeres en la sociedad. De hecho, fue fundadora del Centro Ibero-Americano de Cultura Popular Femenina y Escuela de Madres de familia, institución creada con el objetivo de enseñar a chicas que no tenían acceso a otro tipo de educación. La apertura de este centro fue el 18 de marzo de 1906, día en el que María Vinyals leyó su discurso. En 1909, tras el fallecimiento del marqués, contrajo matrimonio en segundas nupcias con el médico cubano Enrique Lluria. Miembro del Partido Socialista Obrero Español, estuvo afiliada en la Agrupación Femenina Socialista de Madrid. Escribiría varios artículos en publicaciones como El Imparcial, El Fígaro, o Blanco y Negro. Trató en sus escritos la cuestión de la importancia de la educación de la mujer como herramienta para la regeneración social, además de propugnar la complementariedad del hombre y la mujer en la gestión pública.
En 1919 se trasladaría a Cuba. Fallecería en París durante la ocupación nazi de la ciudad en la Segunda Guerra Mundial.

## Feminista pionera
La propia María Vinyals se definía a sí misma como «una feminista militante en los tiempos en los que nadie se ocupaba de esas cosas» según explicó la investigadora Aurora Marco.
María Vinyals frecuentó los debates intelectuales de los cafés de Madrid, espacios reservados en aquel momento a los hombres. Sus ideas feministas le llevaron a escribir sobre la desigualdad, colaborando con diversas revistas madrileñas y americanas en las exponía su opinión sobre el lugar que debía ocupar la mujer en la sociedad. Reclamaba formación para las mujeres y, la igualdad legal con los hombres reclamando abiertamente el derecho al voto de las mujeres.
En 1906 escribía sobre la situación de las mujeres «su situación en nuestra sociedad es anormal, es arcaica. Modificada por completo la vida del ciudadano, la existencia de la mujer, es con escasas diferencias, la misma que hace dos siglos...»

## Homenajes y reconocimientos
La figura de María Vinyals fue recuperada a partir de la década de 1990. 

### Exposición en el Museo de Pontevedra y libro
La exposición "De María Vinyals a María Lluria. Escritora, feminista y activista" inaugurada en octubre de 2017 en el Museo de Pontevedra recogió fotografías, cuadros, manuscritos, libros y correspondencia y fue comisariada por Aurora Marco y Mª Ángela Comesaña.
En el mismo año se publicó también el libro  De María Vinyals a María Lluria. Escritora, feminista e activista social escrito por Aurora Marco y Mª Ángela Comesaña y editado por el Museo de Pontevedra y la Diputación Provincial de Pontevedra. 

## Escuela de Igualdad María Vinyals

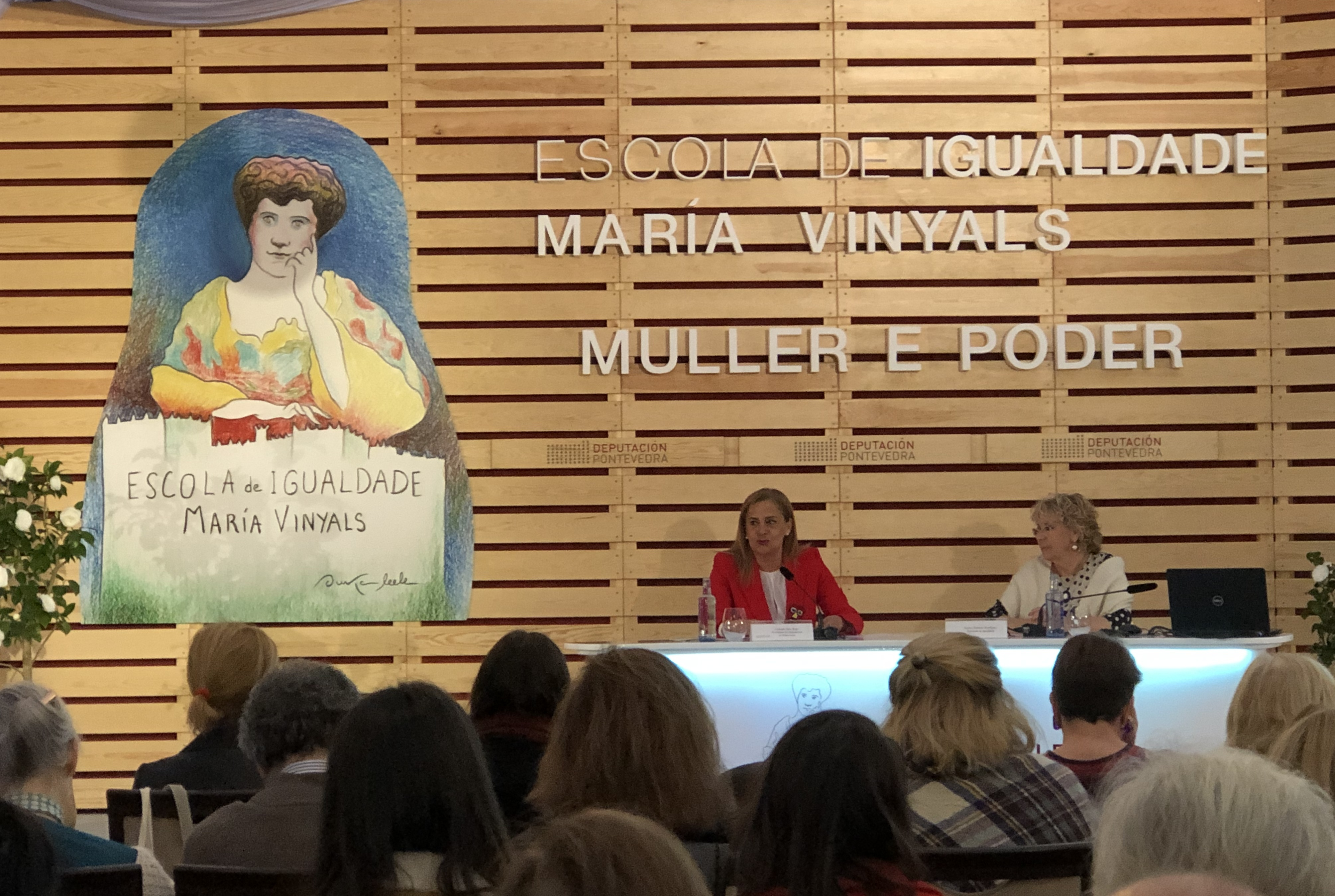
Inauguración de la Escola da Igualdade María Vinyals 2019

En junio de 2016 se presentó la Escola da Igualdade María Vinyals impulsada por la Diputación de Pontevedra, con sede en el castillo de Sotomayor, donde María Vinyals nació y vivió. En su presentación, la presidenta de la Diputación, Carmela Silva, rindió homenaje a María Vinyals reivindicando su memoria, siendo una de las pioneras del feminismo gallego junto a otras más conocidas como Emilia Pardo Bazán o Concepción Arenal. La escuela tiene como objetivo la formación en la lucha contra la violencia de género y en defensa de la igualdad. La Diputación de Pontevedra creó la Escuela de Igualdad María Vinyals con la firme intención de mejorar el conocimiento de lo que es y de lo que significa la igualdad de oportunidades entre mujeres y hombres, desde una perspectiva transversal, integrándola no sólo en el conocimiento profesional sino también en el enriquecimiento personal.
En 2019 se bautizó con el nombre de María Vinyals un parque en el barrio de Campolongo en la capital pontevedresa.